# Emory (rivière)
Pour les articles homonymes, voir Emory.
L'Emory est un cours d'eau américain qui s'écoule dans les comtés de Morgan puis de Roane, dans le Tennessee. La rivière se jette dans la Clinch, qui fait partie du système hydrologique du Mississippi. Une courte section de son cours est protégée au sein de l'Obed Wild and Scenic River.